# Клаузула
Кла́узула, або кла́взула, (лат. clausula — закінчення) — заключна частина віршового рядка, починаючи з останнього наголошеного складу (у випадку суголосся клаузули мовиться про риму).
Клаузула буває окситонною, коли після ритмічного акценту відсутні ненаголошені склади (орел), парокситонною — при наявності одного ненаголошеного складу (небо), дактилічною — двох складів (посмішка), гіпердактилічною — трьох складів (характерника). Клаузула, бувши одним із складників віршового рядка, несе особливе структурне та смислове навантаження в білих віршах:
(…) І вся пустиня мов знялася вгору
І в небо ринула. На жовтім небі
Померкло сонце — око Озіріса —
І стало так, мов цілий світ осліп… (Леся Українка).
Клаузула подеколи вживається і в прозі, як кінцівка певних фраз.
Приклад окситонної клаузули:
І являвсь мені Госпо́дь
В громі, бурі і росі́.
У веселках, зореницях
І в симфонії кома́х (П. Тичина).
Приклад парокситонної клаузули: 
перелічить усю грома́ду,
а тоді число шука́йте,
щоб означити в реє́стрі
вихід в не́бо (І. Римарук).

## Юридична клаузула
Клаузула — доповнення, особливо важливе положення в договорі, юридичному документі.